# Gaongo
Pour le département, voir Gaongo (département).
Ne doit pas être confondu avec Gasongo.
Gaongo est un village et le chef-lieu du département de Gaongo dans la province du Bazèga et la région du Centre-Sud au Burkina Faso.

## Santé et éducation
Gaongo accueille un centre de santé et de promotion sociale (CSPS).